# Gefiederte Spaltblume
Die Gefiederte Spaltblume (Schizanthus pinnatus) ist eine Pflanzenart aus der Gattung Schizanthus in der Familie der Nachtschattengewächse (Solanaceae).

## Merkmale
Die Gefiederte Spaltblume ist eine einjährige Pflanze, die Wuchshöhen von 70 bis 90 Zentimeter erreicht. Sie ist oft mit schwarz- bis braunköpfigen Drüsenhaaren sowie kurzen oder langen, angedrückten Borsten bedeckt. Die Blätter sind fiederschnittig bis gefiedert und messen 7 bis 19 × 3 bis 6 Zentimeter. Die Krone ist rosarot bis lila gefärbt und dunkelviolett gefleckt. Die Kronröhre ist kürzer als die Kelchzipfel. Die Staubblätter ragen deutlich aus der Kronröhre. 
Blütezeit ist von Juli bis September.

## Vorkommen
Die Gefiederte Spaltblume kommt in Chile in Waldrändern und Gebüschen vor.

## Nutzung
Die Gefiederte Spaltblume wird zerstreut als Zierpflanze für Sommerblumenbeete und als Topfpflanze genutzt. Sie ist spätestens seit der ersten Hälfte des 19. Jahrhunderts in Kultur. Es gibt einige Sorten.

## Belege
- Eckehart J. Jäger, Friedrich Ebel, Peter Hanelt, Gerd K. Müller (Hrsg.): Rothmaler Exkursionsflora von Deutschland. Band 5: Krautige Zier- und Nutzpflanzen. Spektrum Akademischer Verlag, Berlin Heidelberg 2008, ISBN 978-3-8274-0918-8.